# Lucas Cruz
Pour les articles homonymes, voir Cruz.
Lucas Cruz Senra, né le 26 décembre 1974 à Barcelone en Espagne, est un copilote automobile espagnol de rallye.

## Résultats au Rallye Dakar
- 2025 : Abandon (Ford), copilote de Carlos Sainz
- 2024 : Vainqueur (Audi), copilote de Carlos Sainz
- 2023 : Abandon (Audi), copilote de Carlos Sainz
- 2022 : 12e (Audi), copilote de Carlos Sainz (2 étapes)
- 2021 : 3e (Mini), copilote de Carlos Sainz (3 étapes)
- 2020 : Vainqueur (Mini), copilote de Carlos Sainz (4 étapes)
- 2019 : 13e (Mini), copilote de Carlos Sainz (1 étape)
- 2018 : Vainqueur (Peugeot 3008 DKR), copilote de Carlos Sainz (2 étapes)
- 2017 : Abandon (Peugeot), copilote de Carlos Sainz
- 2016 : Abandon (Peugeot), copilote de Carlos Sainz (2 étapes)
- 2015 : Abandon (Peugeot), copilote de Carlos Sainz
- 2014 : 3e (Mini), copilote de Nasser Al-Attiyah (2 étapes)
- 2013 : Abandon (Buggy), copilote de Nasser Al-Attiyah (3 étapes)
- 2012 : Abandon (Hummer), copilote de Nasser Al-Attiyah (2 étapes)
- 2011 : 2e (Volkswagen Touareg), copilote de Carlos Sainz (7 étapes)
- 2010 : Vainqueur (Volkswagen Touareg), copilote de Carlos Sainz (2 étapes)
- 2009 : 10e (Mitsubishi), copilote de Nani Roma
- 2007 : 13e (Mitsubishi), copilote de Nani Roma

## Autres rallyes
- Championnat d'Espagne des rallyes Terre : Vainqueur en 2002 et 2003 (Ford Focus WRC), copilote de Txus Jaio
- Rallye de la Route de la Soie : Vainqueur en 2009 et 2010 (Volkswagen Touareg), copilote de Carlos Sainz
- Rallye dos Sertões : Vainqueur en 2009, copilote de Carlos Sainz